# James van Riemsdyk

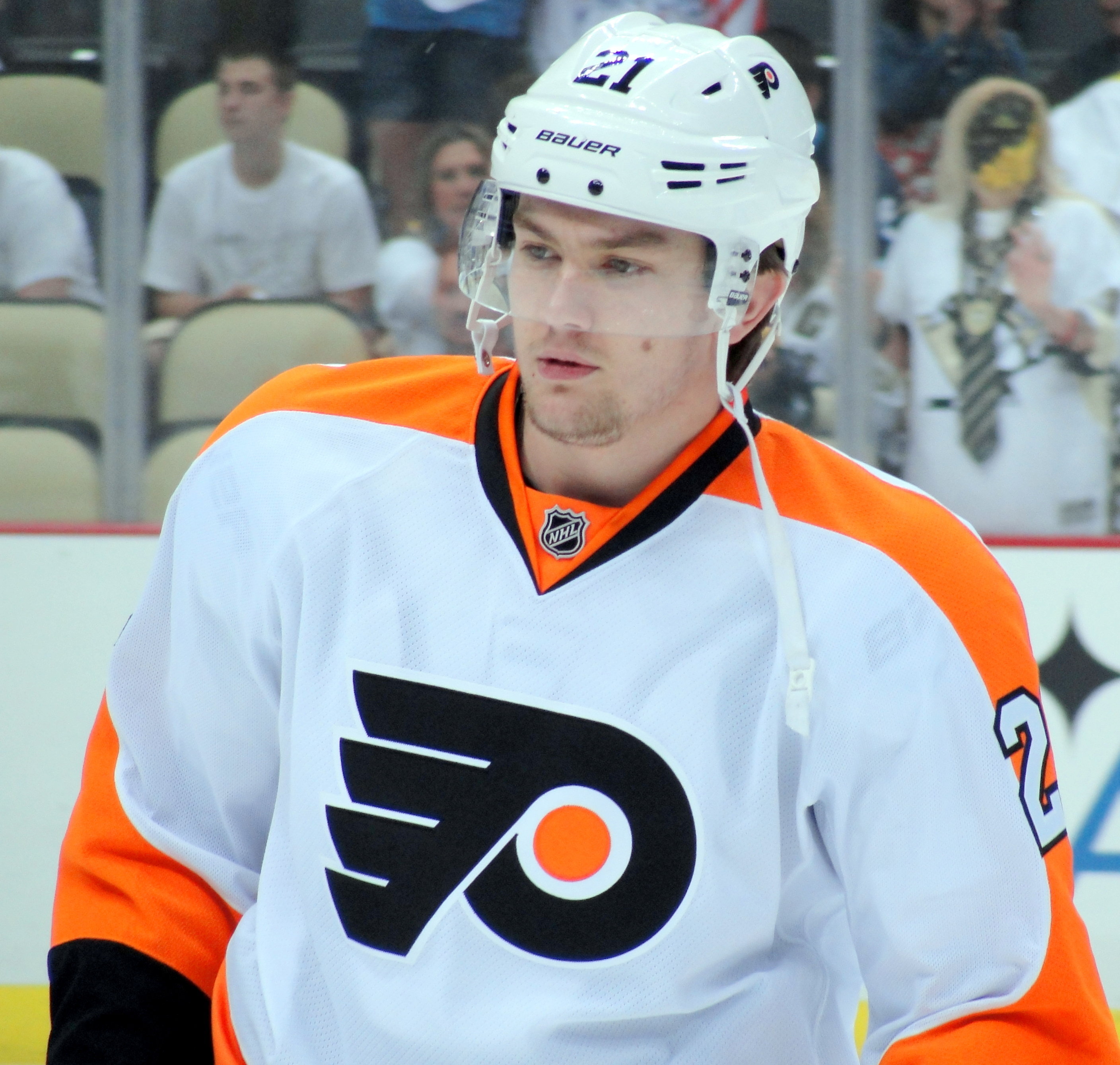
van Riemsdyk během play-off proti Pittsburghu Penguins v sezóně 2011/12.

James Frederick van Riemsdyk (* 4. května 1989, Middletown Township, New Jersey) je americký hokejový útočník hrající v severoamerické National Hockey League (NHL) za tým Boston Bruins. Velkou část kariéry strávil v týmu Toronto Maple Leafs a Philadelphia Flyers
Jeho mladší bratr Trevor je rovněž profesionální hokejista, který působí ve výběru Washington Capitals.

## Hráčská kariéra

### Začátky
James van Riemsdyk navštěvoval hokejovou akademii Christian Brothers Academy, předtím než vstoupil do Amerického národní hokejového programu v městě Ann Arbor. Předtím hrával jednu sezónu v soutěži Midget za Brick Hockey Club v Bricku. Ačkoliv se van Riemsdyk narodil a vyrůstal v New Jersey, byl náruživým fanouškem rivalského klubu New York Rangers.
Během draftu NHL v roce 2007 si ho v 1. kole jako 2. celkově vybral tým Philadelphia Flyers, a když byl jako 1. celkově draftovaný jiný Američan Patrick Kane, poprvé v historii se stalo, že byli vybráni na prvních dvou pozicích stejného draftu hokejisté ze Spojených států. Po draftu odehrál následující sezónu 2007/08 v týmu New Hampshire Wildcats na Univerzitě v New Hampshire, kde nasbíral za 2 sezóny celkově 74 kanadských bodů.

## Klubové statistiky
| Sezona      | Klub                              | Soutěž      | Základní část | Základní část | Základní část | Základní část | Základní část | Play off | Play off | Play off | Play off | Play off |
| Sezona      | Klub                              | Soutěž      | Z             | G             | A             | B             | TM            | Z        | G        | A        | B        | TM       |
| ----------- | --------------------------------- | ----------- | ------------- | ------------- | ------------- | ------------- | ------------- | -------- | -------- | -------- | -------- | -------- |
| 2005/06     | Christian Brothers Academy        | HS          | 30            | 36            | 24            | 60            | —             | —        | —        | —        | —        | —        |
| 2006/07     | Americký národní hokejový program | NAHL        | 37            | 18            | 11            | 29            | 26            | —        | —        | —        | —        | —        |
| 2007/08     | New Hampshire Wildcats            | HE          | 31            | 11            | 23            | 34            | 36            | —        | —        | —        | —        | —        |
| 2008/09     | New Hampshire Wildcats            | HE          | 36            | 17            | 23            | 40            | 47            | —        | —        | —        | —        | —        |
| 2008/09     | Philadelphia Phantoms             | AHL         | 7             | 1             | 1             | 2             | 2             | 4        | 0        | 0        | 0        | 2        |
| 2009/10     | Philadelphia Flyers               | NHL         | 78            | 15            | 20            | 35            | 30            | 21       | 3        | 3        | 6        | 4        |
| 2010/11     | Philadelphia Flyers               | NHL         | 75            | 21            | 19            | 40            | 35            | 11       | 7        | 0        | 7        | 4        |
| 2011/12     | Philadelphia Flyers               | NHL         | 43            | 11            | 13            | 24            | 24            | 7        | 1        | 1        | 2        | 4        |
| 2012/13     | Toronto Maple Leafs               | NHL         | 48            | 18            | 14            | 32            | 26            | 7        | 2        | 5        | 7        | 4        |
| 2013/14     | Toronto Maple Leafs               | NHL         | 80            | 30            | 31            | 61            | 50            | —        | —        | —        | —        | —        |
| 2014/15     | Toronto Maple Leafs               | NHL         | 82            | 27            | 29            | 56            | 43            | —        | —        | —        | —        | —        |
| 2015/16     | Toronto Maple Leafs               | NHL         | 40            | 14            | 15            | 29            | 6             | —        | —        | —        | —        | —        |
| 2016/17     | Toronto Maple Leafs               | NHL         | 82            | 29            | 33            | 62            | 37            | 6        | 2        | 1        | 3        | 0        |
| 2017/18     | Toronto Maple Leafs               | NHL         | 81            | 36            | 18            | 54            | 30            | 7        | 3        | 1        | 4        | 4        |
| 2018/19     | Philadelphia Flyers               | NHL         | 66            | 27            | 21            | 48            | 18            | —        | —        | —        | —        | —        |
| 2019/20     | Philadelphia Flyers               | NHL         | 66            | 19            | 21            | 40            | 8             | 12       | 2        | 0        | 2        | 2        |
| 2020/21     | Philadelphia Flyers               | NHL         | 56            | 17            | 26            | 43            | 14            | —        | —        | —        | —        | —        |
| 2021/22     | Philadelphia Flyers               | NHL         | 82            | 24            | 14            | 38            | 25            | —        | —        | —        | —        | —        |
| 2022/23     | Philadelphia Flyers               | NHL         | 61            | 12            | 17            | 29            | 28            | —        | —        | —        | —        | —        |
| 2023/24     | Boston Bruins                     | NHL         | 71            | 11            | 27            | 38            | 20            | 11       | 1        | 4        | 5        | 0        |
| NHL celkově | NHL celkově                       | NHL celkově | 1011          | 311           | 318           | 629           | 394           | 82       | 21       | 15       | 36       | 22       |

### Reprezentační statistiky
| 2006            | USA 18          | MS18            | Zlatá medaile    | 6  | 0  | 1  | 1  | 2  |
| 2007            | USA 20          | MSJ             | Bronzová medaile | 7  | 1  | 0  | 1  | 2  |
| 2007            | USA 18          | MS18            | Stříbrná medaile | 7  | 5  | 7  | 12 | 4  |
| 2008            | USA 20          | MSJ             | 4. místo         | 6  | 5  | 6  | 11 | 2  |
| 2009            | USA 20          | MSJ             | 5. místo         | 6  | 6  | 4  | 10 | 4  |
| 2011            | USA             | MS              | 8. místo         | 2  | 1  | 0  | 1  | 2  |
| 2014            | USA             | ZOH             | 4. místo         | 6  | 1  | 6  | 7  | 2  |
| 2016            | USA             | SP              | 7. místo         | 3  | 0  | 1  | 1  | 0  |
| 2019            | USA             | MS              | 7. místo         | 8  | 2  | 3  | 5  | 0  |
| Junioři celkově | Junioři celkově | Junioři celkově | Junioři celkově  | 32 | 17 | 18 | 35 | 14 |
| Senioři celkově | Senioři celkově | Senioři celkově | Senioři celkově  | 19 | 4  | 10 | 14 | 4  |

#### Profily
- James van Riemsdyk – statistiky na Hockeydb.com (anglicky)
- James van Riemsdyk – statistiky na Elite Prospects (anglicky)
- James van Riemsdyk – statistiky na NHL.com

| Předchůdce             | James van Riemsdyk                              | Nástupce               |
| Claude Giroux (Kanada) | Výběr v prvních kolech Philadelphií Flyers 2007 | Luca Sbisa (Švýcarsko) |